# Chomińszczyzna
Chomińszczyzna – kolonia wsi Siemianówka w Polsce,  położona w województwie podlaskim, w powiecie hajnowskim, w gminie Narewka.
W latach 1975–1998 kolonia administracyjnie należała do województwa białostockiego.